# North American T-28 Trojan
A T–28 Trojan amerikai, dugattyús motoros katonai kiképző, felderítő és könnyű földi támogató repülőgép, melyet a North American Aviation gyártott 1950–1957 között. Az Egyesült Államok Légiereje (USAF) és a Haditengerészete (US Navy) alkalmazta. A kiképző-gyakorló feladatkör mellett a vietnámi háborúban a gerillaellenes hadműveletekben mint felderítő és földi támogató gépet is bevetették.

## Története
Elődjét, az XSN2J gyakorló repülőgépet az 1940-es évek második felében fejlesztették ki az amerikai haditengerészet számára, de a tesztek alapján a gép nem felelt meg a követelményeknek. 1947-ben az Egyesült Államok Légiereje szintén új típust keresett a kiöregedő T–6 Texan gyakorlógépek leváltására. A North American az XSN2J továbbfejlesztett változatát, az NA–159 gyári jelzésű gépet ajánlotta. A gép elnyerte a légierő tetszését és szerződést kötöttek két darab XT–28 jelzésű prototípus elkészítésére. Az első prototípus 1949. szeptember 26-án emelkedett először a levegőbe. A prototípusokkal folytatott tesztek alapján a légierő a gép rendszeresítése mellett döntött és megrendelt a North Americantól 266 darabot. 1950-ben elkezdődött a gép sorozatgyártása. Az 588 kW maximális teljesítményű Wright–1300–1A motorral és kéttollú légcsavarral felszerelt gépet a légierő T–28A típusjelzéssel állította szolgálatban alapfokú kiképző gépként.
A gépet 1952-ben tesztelte az amerikai haditengerészet is. 1953. április 6-án repült először a nagyobb teljesítményű, 1047 kW-os Wright R–1820–26 motorral és háromtollú légcsavarral felszerelt T–28B változat, melyből a Haditengerészet 489 darabot rendelt, ezzel az SNJ gyakorló gépeket váltották le. 1954-ben készült szintén a Haditengerészet számára a repülőgép-hordozókon is alkalmazható változat, a T–28C.
A sorozatgyártást 1957-ben szüntették be, addig összesen 1948 darabot készítettek az A, B és C változatokból. A gépet nagy számban exportálták is. Az 1957-ig elkészített gépekből később több módosított változatot is kialakítottak.
A Tactical Air Force (TAC) a vietnámi háború miatt az 1960-as évek elején kezdett el keresni egy olyan gépet, amelyet a gerilla-hadviselés ellen bevethető földi támogató gépként lehet használni. Több repülőgép tesztelését követően a TAC a T–28-ast találta a legmegfelelőbbnek erre a szerepkörre, ráadásul az USAF Davis–Monthan légibázisán nagy mennyiségű kivont gépet tároltak abban az időben. 1961-ben jelent meg a T–28A-n alapuló továbbfejlesztett, erősebb fegyverzetű T–28D változat. A korábban gyártott A, B és C változatok jelentős részét a North American átalakította D változatúra, illetve a Fairchild AT–28D változatúra. Ezeket a gépeket a vietnámi háborúban a gerillaellenes akciókban alkalmazták felderítő, kutató-mentő és földi támogató szerepkörben. A katonai szolgálatból kivont gépek átalakításával polgári változata is készült (T–28R Nomair), emellett külföldi átalakított változatai is voltak. Ilyen volt a T–28A módosításával készült francia T–28S felderítő és csatarepülőgép, valamint a légcsavaros gázturbinával ellátott tajvani T–CH–1.
A vietnámi háború tapasztalatai alapján az 1960-as évek elején elkészítették a légcsavaros gázturbinás változatát is. Ebből két prototípust építettek, de a fejlesztési programot 1965-ben törölték.

## Alkalmazása

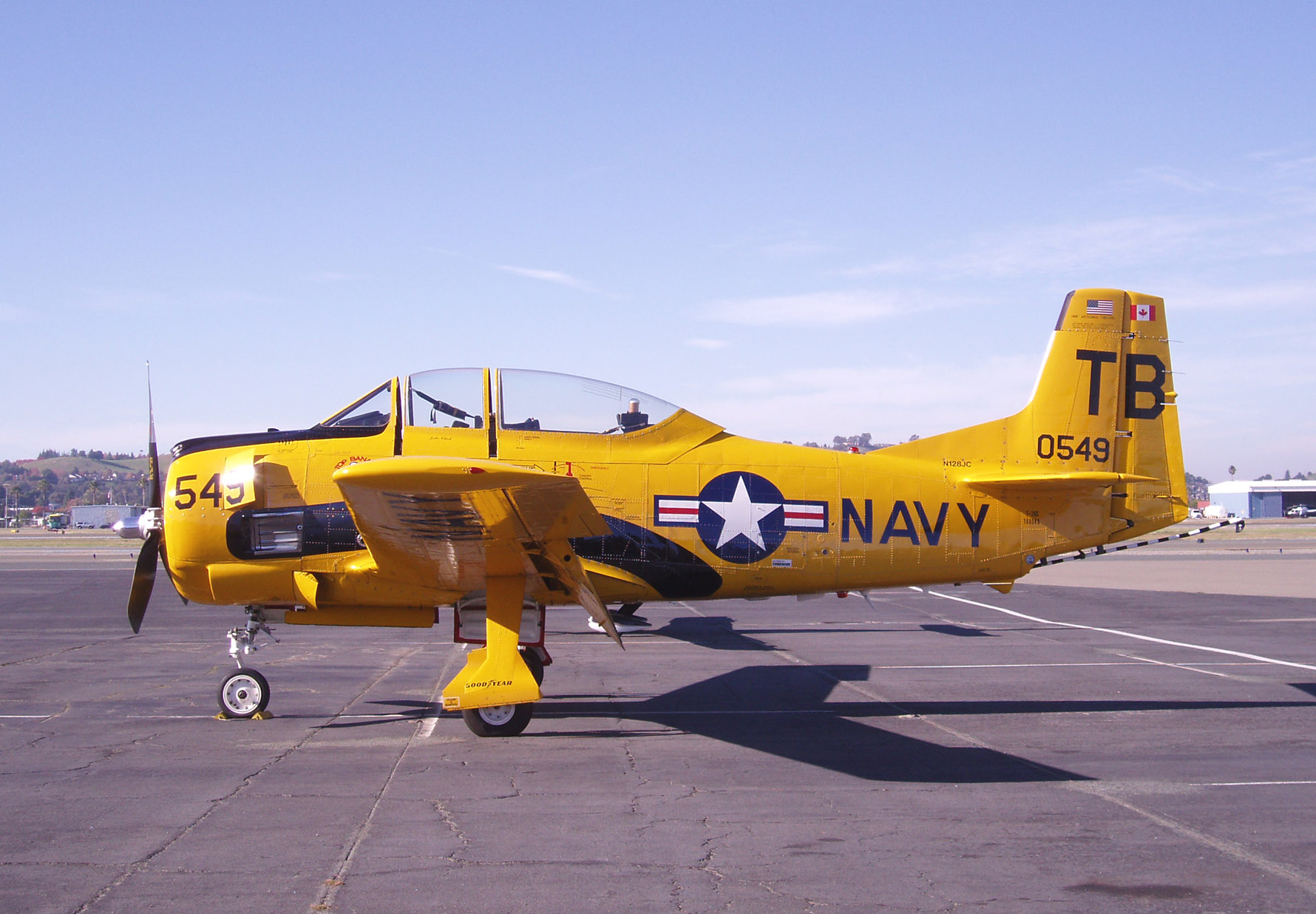
A US Navy T–28B gépe

Az Amerikai Egyesült Államok Légiereje
Először az USAF rendszeresítette alapfokú kiképző repülőgépként, majd hamarosan megjelent az amerikai haditengerészetnél és a haditengerészeti légierőnél is. A légierőnél viszonylag hamar, az 1950-ev évek közepétől elkezdték a kivonását és a T–34 Mentor váltotta fel. A légierő ez után már csak főként speciális kiképzési feladatokra alkalmazta, majd később jelentős részüket átalakították földi támogató és csatarepülőgéppé.  A haditengerészetnél az 1980-as évek elejéig szolgálatban maradt kiképzési célokra. Legjelentősebb számban a Whiting Field haditengerészeti légibázison használták a haditengerészeti pilóták kiképzésére. Az 1970-es évektől a haditengerészetnél fokozatosan a modernebb, légcsavaros gázturbinás T–34C váltotta fel a kiképző feladatkörben. A haditengerészetnél 1984-ben vonták ki az utolsó gépeket.
1961-től bevetették a vietnámi háborúban is. Az amerikai légierő földi támogató szerepkörben alkalmazta a gerillaellenes hadműveletekben. Egy T–28-as volt a vietnámi háborúban elvesztett első amerikai merevszárnyú repülőgép, melyet 1962. augusztus 28-án az észak-vietnámi légvédelem lőtt le. Az USAF összesen 23 gépet veszített el a vietnámi háborúban, az utolsót 1968-ban.
 Vietnámi Légierő
A T–28-as gépet a Vietnámi Köztársaság légiereje is használta. Sőt, egy Laoszból 1963-ban az észak-vietnámi oldalra átállt T–28-ast átalakítva az észak-vietnámi erők is használtak.
A gép szerephez jutott más regionális konfliktusban is. A CIA az 1960-ban Belga Kongóban folytatott műveleteiben vetett be több mint egy tucat (legalább 16 darab) gépet. Franciaország az algériai háborúban alkalmazta a típust. Közép-Amerikában 1969-ben a Honduras és Salvador közötti, „futballháború” nevű konfliktusban a hondurasi légierő vetett be T–28D gépeket.

## Típusváltozatok

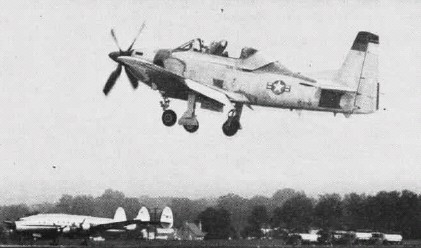
A gázturbinás YAT–28E változat

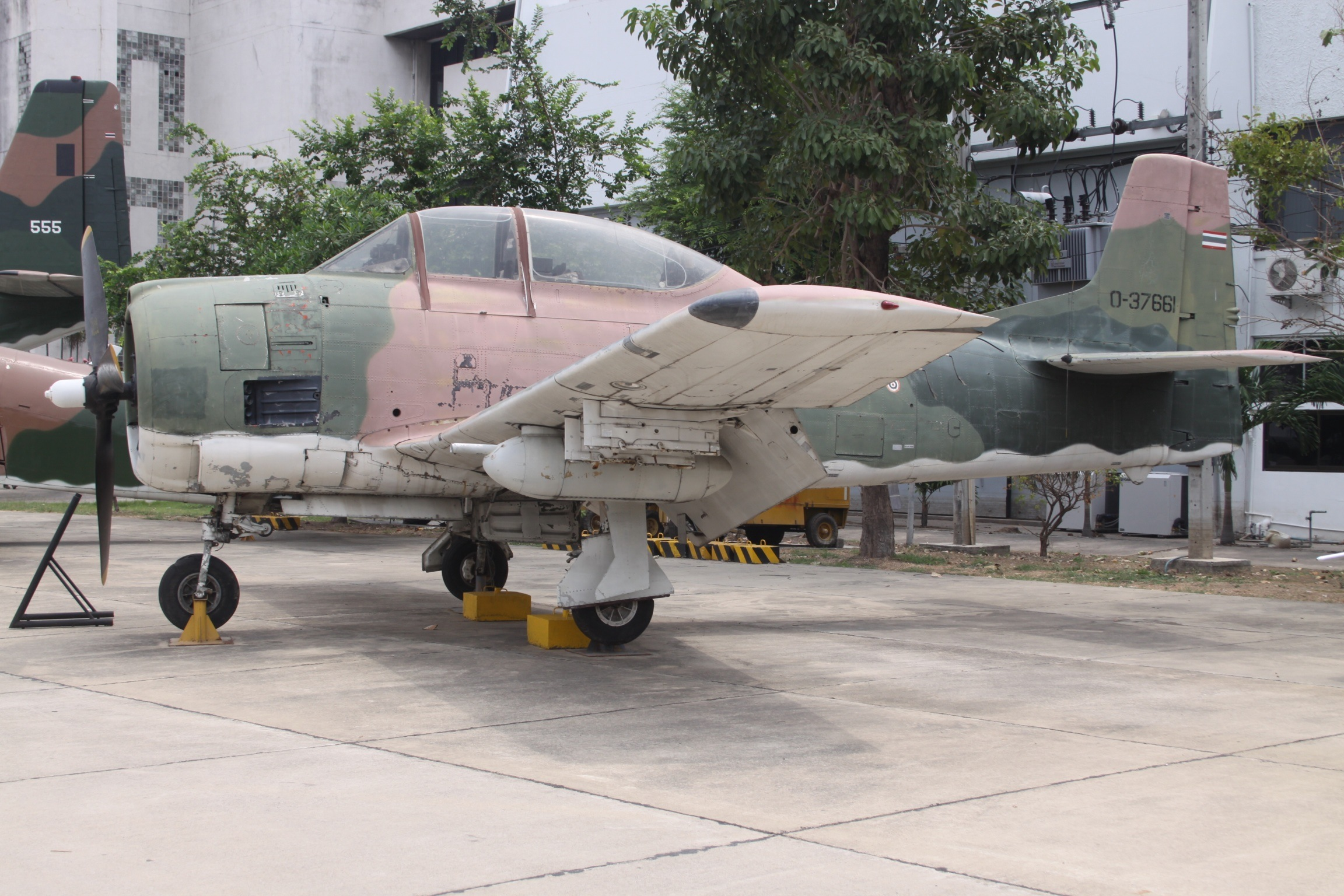
A Thai Királyi Légierő T–28D gépe a Don Mueang repülőtéren kiállítva

- XT–28 – Prototípus, két darab készült.
- T–28A – Az USAF számára készített alapváltozat 597 kW-os (800 LE) Wright–1300–7 motorral és állandó fordulatszámú kéttollú légcsavarral felszerelve. 1950–1953 között összesen 1194 darab készült ebből a változatból. A sorozatgyártása három helyszínen folyt. 1950-ben először a North American ingelwoodi üzemében gyártották, majd 1951 folyamán áttelepítették a gyártást a downey-i üzembe, és még ugyanabban az évben a cég dallasi üzemébe. A gép szárnyai alá, a futón kívüli részen egy-egy függesztő pontra gyakorlási célra szolgáló fegyverzetet lehetett függeszteni. Elsősorban géppuskakonténert (.30-as és .50-es kaliberű géppuskával és 100 db-os lőszerjavadalmazással), valamint 500 fontos légibombákat, és földi célok elleni rakétaindító konténereket.
- T–28B – A US Navy számára készített változat 1063 kW-os (1425 LE) motorral és háromtollú Hamilton Standard légcsavarral. 489 darabot gyártottak ebből a változatból 1954–1955 között.
- T–28C – A T–28B-n alapuló, hajófedélzeti üzemelésre alkalmas haditengerészeti változat. Megerősített törzs-hátsórésszel és fékezőhoroggal látták el, valamint kisebb átmérőjű légcsavart kapott. Összesen 166 darab készült ebből a változatból 1955–1957 között, emellett több T–28A és T–28B változatú gépet is átalakítottak T–28C-vé. A gépek fegyverzete megegyezett az A és B változatokkal, vagyis géppuska-konténert, légibombákat és rakéta-konténert lehetett rögzíteni a szárny alatti tartókra.
- T–28D Nomad – A légierő állományában lévő T–28A-k átalakításával készített erősebb fegyverzetű változat, melyet felderítésre, kutatás-mentésre és földi támogató szerepkörben alkalmaztak, főként a vietnámi háborúban. Az oldalanként 3–3 felfüggesztő pontra rögzíthető nagyobb fegyverterhelés miatt megerősítették a szárnyat. Az oldalanként három függesztési pontból a külsőre géppuska konténert lehetett rögzíteni, míg a két belsőn Aero15C–1 típusú bombazár volt. Ezekhez légibombákat (BLU–10/8 gyújtóbomba, Mk. 81/82 és BLU–1C/B légibomba) és rakétaindító konténereket (LAU–32A) lehetett rögzíteni. Nagyobb teljesítményű motort kapott a gép. A T-28 Nomad Mark I alváltozat 1300 LE-s Wright R–1820–56S, a T–28D Nomad Mark II 1425 LE-s R–1820–70A motort, a T–12D Nomad Mark II változat 1535 LE-s R–1820–80 csillagmotort kapott. Összesen 321 gépet alakított át D változatúvá a North American 1961–1969 között. Később tovább módosították a szárnyat, négy-négy fegyverfelfüggesztő ponttal látták el és a lőszerjavadalmazás növelésére a géppuska konténer helyett a szárnyban lévő rekeszben kaptak helyet a géppuskák lőszerei (T–28D–5 változat). Az alacsony támadó feladatkör miatt a pilótafülke kiegészítő páncélzatot kapott és a pilótaülésekre páncélozott fejtámla került.
- AT–28D –  Könnyű csatarepülőgép változat, melyet a T–28A gépekből alakított át a Fairchild Hiller cég D változatúvá. A gépet katapultüléssel is ellátták. Összesen 72 darab készült.
- RT–28D – A dél-vietnámi légierő részére a T–28D-ből átalakított fotófelderítő változat. A törzs alsó,  szárnytő mögötti részen helyezték el az előre, oldalra és lefelé néző fényképezőgépeket.
- YAT–28E – Légcsavaros gázturbinás változat, melyet az 1960-as évek elején készítettek a vietnámi háború tapasztalatai alapján. A háborús tapasztalatok alapján a T–28D-nek elégtelen volt a hatótávolsága, a meleg és magashegyi klimatikus viszonyok mellett nem volt elégséges a motorteljesítmény, valamint elégtelen volt a fegyverterhelés. A hiányosságok kiküszöbölésére készítette el az UASF számára a North American a 2445 LE-s Lycoming YT–55L–9 légcsavaros gázturbinával felszerelt változatot a T–28A sárkányát alapul véve. Az új hajtómű miatt áttervezték az orr-részt. A gépet Aero Products-Allison gyártmányú négytollú fém légcsavarral szerelték fel. A hosszabb orr rész miatt az egész gép hossza növekedett. Megerősítették a szárnyat a 12 fegyverfelfüggesztő pont miatt (hat-hat félszárnyanként). Növelték a csűrők, a vezérsíkok és a kormányok felületét. Nőtt az üzemanyagtartály kapacitása és a szárnyakon egy-egy üzemanyag-póttartály is elhelyezhető volt. Tervezték a szárnyvégen elhelyezhető AIM–9 Sidewinder légiharc-rakéta integrálását, de ez nem valósult meg. A YAT–28E első prototípusa 1963. február 15-én repült először.  1963. március 27-én 12 sikeres tesztrepülést követően a prototípus egy erős túlterhelés mellett végrehajtott manőver során lapos dugóhúzóba került és lezuhant. A gép teljesítményével összességében elégedett volt a légierő, ezért két további prototípust rendelt, melyek kismértékben különböztek az elsőtől. A második prototípusnak nagyobb volt a függőleges vezérsíkja, módosították a pilótafülkét, melybe LW–2C típusú katapultüléseket szereltek. A harmadik prototípuson tovább finomították a vezérsíkokat. A légierő tovább folytatta a teszteket és ezek alapján több új módosításra tett még javaslatot. Az időközben megjelent más típusok miatt a gép a légierő számára elvesztette a vonzerejét, így 1965-ben a projektet felfüggesztették. 1966-ban a haditengerészet is tesztelte a gépet, de számos hiányosságot fogalmazott meg és nem találta alkalmasnak a rendszeresítésre.